# Lipan (Texas)
Pour la langue parlée en Oklahoma, voir Lipan.
La ville de Lipan est située dans le comté de Hood, dans l’État du Texas, aux États-Unis. Sa population s’élevait à 430 habitants lors du recensement de 2010, estimée à 461 habitants en 2016.

## Source
- (en) Cet article est partiellement ou en totalité issu de l’article de Wikipédia en anglais intitulé « Lipan, Texas » (voir la liste des auteurs).